# Down the Highway
Down the Highway – utwór bluesowy skomponowany przez Boba Dylana, nagrany przez niego w lipcu 1962 r. i wydany na drugim albumie The Freewheelin’ Bob Dylan w maju 1963 r.

## Historia i tematyka utworu
Historia utworu jest bardzo krótka, gdyż Dylan najwyraźniej tylko go nagrał i nie wykonywał publicznie ani po skomponowaniu i przed nagraniem na albumie, ani po wydaniu albumu.
Być może przyczyną była wyjątkowa doraźność tego utworu. W czerwcu 1962 r. Suze Rotolo – dziewczyna Dylana – wyjechała do Włoch i bawiła tam do stycznia 1963 r. Było to faktycznie zerwanie z Dylaniem. Jeszcze więc w czerwcu lub na początku lipca Dylan skomponował ten ponury, ciężki i w sumie dość trudny do słuchania 12-taktowy blues, który natychmiast, bo już 9 lipca nagrał w studiu.
Był to okres fascynacji Dylana bluesem z Delty w stanie Missisipi, a zwłaszcza Robertem Johnsonem, ale również Sonem House’em i Skipem Jamesem. Tę fascynację słychać zarówno w wyrafinowanym akompaniamencie, jak i katarktycznym wokalu.
Dylan był w takim szoku po odejściu Suze, że blues ten ma wydźwięk jedynie pesymistyczny; ta droga tak naprawdę prowadzi donikąd.
5 stycznia Dylan poleciał z Londynu (gdzie wówczas przebywał) do Rzymu, aby wystąpić z Odettą. Próbował znaleźć Suze Rotolo, ale ona właśnie wróciła do Nowego Jorku. Dylan nie mógł za nią lecieć, albowiem miał zobowiązania w Londynie.
W połowie maja 1963 r. Dylan wystąpił na Monterey Folk Festival; Joan Baez zaprosiła go do swojego domu, gdzie Dylan spędził kilka tygodni. Rozkwitł romans, który zadziwił świat. I „Down the Highway” stracił na aktualności.